# David Krejčí (skibobista)
David Krejčí (* 27. listopadu 1979) je český skibobista, dvanáctinásobný mistr světa, vítěz světového poháru a mistr České republiky v jízdě na skibobech, z oddílu TJ Sokol Deštné.

## Výsledky
- MS: 12x vítěz
- SP 2006: 2. místo celkově[4]